# Multigender

Multigender este un termen pentru oricine care experimentează mai mult de o identitate de gen. Poate fi folosit ca identitate de gen în sine sau poate fi un termen umbrelă pentru alte identități care se potrivesc acestei descrieri.
Identitățile multigen includ bigender (două genuri), trigen (trei genuri), quadgender (patru genuri), quintgender (cinci genuri), poligen (multe genuri), pangender (toate genurile), omnigen (toate genurile individual) și genderfluid (gen variabil).
Persoanele cu mai multe genuri pot experimenta două sau mai multe identități de gen în același timp sau identitatea lor de gen se poate schimba în timp (genderfluid). Identitățile de gen pe care le experimentează pot fi masculine, feminine, non-binare sau fără gen(genderless).
Dacă o persoană se confruntă cu mai multe genuri și, de asemenea, se confruntă cu fluctuația acelor genuri, este posibil să fie multiflux și/sau una dintre variantele acestuia. Multiflux este un termen similar cu multigender, dar se referă la toate genurile care cuprind mai multe genuri care, de asemenea, fluctuează în intensitate.

## Trigender
Trigender este o identitate de gen care poate fi tradusă literal ca „trei genuri” sau „trilu gen”. Oamenii de trigen experimentează exact trei identități de gen, fie simultan, fie variind între ele. Aceste trei identități de gen pot fi masculine, feminine și/sau orice identități non-binare. Pentru cei care experimentează alte identități de gen multiple, vă rugăm să consultați multigender.
Persoanele trigen se pot identifica, de asemenea, ca multigen, non-binare și/sau transgender. Dacă o persoană trigen simte că identitatea sa se schimbă în timp sau în funcție de circumstanțe, se poate identifica și ca genderfluid, care descrie orice persoană a cărei identitate de gen variază în timp.
Persoanele trigen pot avea orice expresie de gen, dar mulți preferă să fie văzuți ca androgini și/sau își schimbă prezentarea pentru a fi mai masculină sau feminină, în funcție de identitatea lor actuală. Persoanele de trigen pot experimenta disforie în care doresc ca corpul lor să reflecte trăsături de la trei sexe distincte, deși, în unele cazuri, altele, totuși, nu toți oamenii de trigen experimentează disforie. Unii oameni trigen pot alege să facă tranziția, astfel încât corpul lor să se potrivească mai bine cu identitatea lor de gen, dar nu toți o fac.
Termenul de trigen a fost folosit inițial cu referire la genul nativ american, Two-Spirit.

## Quadgender
Quadgender este o identitate de gen care poate fi tradusă ca „patru genuri” sau „cvadruplu gen”. Persoanele Quadgender experimentează exact patru identități de gen, fie simultan, fie diferite între ele. Aceste patru identități de gen pot fi masculine, feminine și/sau orice identități non-binare.
Persoanele cu patru gen se pot identifica, de asemenea, ca multigen, non-binare și/sau transgender. Dacă o persoană quadgender simte că identitatea sa se schimbă în timp sau în funcție de circumstanțe, se poate identifica și ca genderfluid.

## Polygender
Poligenderul este o identitate de gen în care cineva experimentează mai multe identități de gen, fie simultan, fie variind între ele. Acestea pot fi identități masculine, feminine sau non-binare.